# Cinnycerthia peruana
Carriça-peruana ou garrincha-peruana (Cinnycerthia peruana) é uma espécie de ave da família Troglodytidae, endémica do Peru. Os seus habitats naturais são regiões subtropicais ou tropicais húmidas de alta altitude.